# Greatest Hits: Volume 1
Greatest Hits: Volume 1 – to pierwszy album kompilacyjny amerykańskiego zespołu nu-metalowego Korn, wydany w 2004 roku. Płyta sprzedała się w światowym nakładzie 1.850.000 kopii. Jest to ostatnia płyta, która została wyprodukowana w pełnym składzie, a także pierwszy album, który nie zawierał hidden tracku.

## Lista utworów
1. "Word Up!" (cover Cameo) – 2:53
2. "Another Brick in the Wall" (części 1, 2 i 3) (cover Pink Floyd) – 7:08
3. "Y'All Want a Single" – 3:19
4. "Right Now" – 3:15
5. "Did My Time" – 4:07
6. "Alone I Break" – 4:15
7. "Here to Stay" – 4:32
8. "Trash" – 3:27
9. "Somebody Someone" – 3:47
10. "Make Me Bad" – 3:55
11. "Falling Away from Me" – 4:31
12. "Got the Life" – 3:47
13. "Freak on a Leash" – 4:15
14. "Twist" – 0:50
15. "A.D.I.D.A.S." – 2:33
16. "Clown" – 4:36
17. "Shoots and Ladders" -5:23
18. "Blind" – 4:18
19. "Freak on a Leash [Dante Ross Mix]" – 4:45